# Nils Jakob Hoff
Pour les articles homonymes, voir Hoff.
Nils Jakob Hoff est un rameur norvégien, né le 5 février 1985 à Bergen.

## Biographie
Il est licencié au club de Fana RK.
Il participe aux Jeux olympiques d'été de 2012 à Londres en couple de deux où il est éliminé en demi-finales avec le septième temps.
Aux Championnats du monde 2013, il remporte la médaille d'or du couple de deux avec Kjetil Borch.
Il détient aussi deux médailles de bronze européennes en 2012 et 2013.
Il est en couple avec la fondeuse Therese Johaug.